# Vysoký kámen (přírodní rezervace)
Vysoký kámen je přírodní rezervace v okrese Český Krumlov. Nachází se v Novohradském podhůří, na vrcholu a svazích Vysokého kamene (869 m), nazývaného též Slepice, jeden kilometr jihozápadně od Klení. Je součástí přírodního parku Soběnovská vrchovina.

## Předmět ochrany
Předmětem ochrany je přirozený smíšený les (květnatá bučina) na suťovém svahu (periglaciální modelace) s charakteristickým druhovým složením, hnízdiště výra velkého. Ve vrcholové části se nacházejí četné periglaciální skalní útvary (mrazové sruby, izolované skály a skalní hradby, soliflukcí rozvlečená kamenná suť) ze středně zrnité porfyrické biotitická žuly moldanubického plutonu weinsberského typu.
Ve stromovém patře květnatých bučin (věk 120–140 let) celkově převládá buk lesní (Fagus sylvatica), hojně je přimíšen smrk ztepilý (Picea abies) a vtroušena je jedle bělokorá (Abies alba), v keřovém podrostu je místy bez červený (Sambucus racemosa). V bylinném patře převažují druhy suťových lesů – zejména bažanka vytrvalá (Mercurialis perennis), pižmovka mošusová (Adoxa moschatellina), kapraď rozložená (Dryopteris dilatata), dále zde rostou druhy bučin – kyčelnice devítilistá (Dentaria enneaphyllos), kostřava (Festuca), bukovník kapraďovitý (Gymnocarpium dryopteris), pšeníčko rozkladité (Milium effusum), vraní oko čtyřlisté (Paris quadrifolia), samorostlík klasnatý (Actaea spicata), ptačinec hajní (Stellaria nemorum), věsenka nachová (Prenanthes purpurea), svízel vonný (Galium odoratum), na zastíněných stěnách vrcholových skal je hojný osladič obecný (Polypodium vulgare).
Z území rezervace je uváděno přes 160 druhů motýlů – pro bučiny jsou charakterističtí hřbetozubec tmavoúhlý (Drymonia obliterata) a píďalka (Fagivorina arenaria), na horské jedliny je vázána píďalka černobílá (Thera britannica). Žije zde horský druh plže – závornatka křížatá (Clausilia cruciata). Rezervace je tradičním hnízdištěm výra velkého.